# Naz Hillmon
Nazahrah Ansaria Hillmon, detta Naz (Cleveland, 5 aprile 2000), è una cestista statunitense, professionista nella WNBA.

## Carriera
È stata selezionata dalle Atlanta Dream al secondo giro del Draft WNBA 2022 (15ª scelta assoluta).
Con gli Stati Uniti ha disputato i Campionati americani del 2021.